# スティープルチェイス・レコード
スティープルチェイス・レコード（英: SteepleChase Records）は、デンマークのコペンハーゲンを拠点とするジャズ・レコード会社、レーベル。スティープルチェイスは、1972年に当時、コペンハーゲン大学の学生だったニルス・ウィンザーによって設立された。ウィンザーは、多くのアメリカ人ミュージシャンが出演したジャズハウス・モンマルトルでのコンサート録音を始め、一部のアーティストから作品の商業リリース許可を得た。
スティープルチェイスは、当時、大手レーベルと契約していなかった多くのアーティストたちにとっての安息の地となった。1987年には、子会社としてクラシック音楽のレーベル、コントラプンクト（Kontrapunkt）を設立した。

## ディスコグラフィ

### 1000/31000 シリーズ
1972年よりスティープルチェイス・レーベルからリリースされたメイン・アルバム・シリーズのカタログ番号は「SCS 1001」から始まった。1980年代後半にコンパクトディスクが導入されると、カタログ番号は「1000」シリーズ番号の前に「3」が追加された。

### 33100 「SteepleChase LookOut」シリーズ
「SteepleChase LookOut」シリーズは、2012年からコンテンポラリー・ニュー・ジャズをリリースしている。

### 6000 「Classics」シリーズ
スティープルチェイス・6000「Classics」シリーズは、1978年以降のアーカイブ素材を収録した44枚のアルバムをリリースした。